# 2021年马六甲州政治危机
2021年马六甲州政治危机，又称「甲州变天」、「甲政权之争」，指從2021年10月1日至11月21日，馬來西亞执政聯盟国民阵线与国民联盟在马六甲州所發生的執政危機，導致執政聯盟失去多數支持，解散马六甲州议会並舉行州選。最後国阵在马六甲州选举中获胜，取得超过三分之二的绝对多数议席，成功执政马六甲，危机结束。

## 时间表
- 2021年10月1日，传出马六甲州议会政治危机
- 2021年10月2日，安华指出，他并未要求觐见甲州元首。

- 2021年10月4日，4名马六甲州议员撤回苏莱曼首长的支持并退出国民联盟。
- 2021年10月5日，再传出马六甲州议会解散，举行州选
- 2021年10月5日，马六甲州国民阵线已准备好迎接马六甲州选举。
- 2021年10月5日，马六甲州元首同意解散马六甲州议会，举行州选
- 2021年10月6日，巫统、马华公会、卫生部、专家等提醒马六甲州政府延长州选举，以防2019冠狀病毒病感染浪潮。
- 2021年10月6日，15名州议员近日未获州元首召见而拟觐见国家元首拟觐见国家元首[2]
- 2021年10月7日，马来西亚第9任首相依斯迈沙比里将在下周公布马六甲州议会内阁
- 2021年10月12日，希望联盟指出，马六甲州国民联盟苏莱曼首长已失去首长支持，不能出任看守首长。
- 2021年10月13日，马来西亚选委会将在2021年10月18日开会，商讨马六甲州选举。
- 2021年10月15日，巫统下令党预备竞选，备战马六甲州选举。[3]

- 2021年10月18日，马来西亚选举委员会正式宣布2021年马六甲州选举提前投票日落在11月16日，正式投票日落在11月20日，竞选期有12天

## 背景与人物
2021年10月1日，根据独家消息，有巫统以及土团党议员向希盟伸出橄榄枝，酝酿组建新政府。隔天，有消息透露，州元首莫哈莫阿里在9月30日接触到确诊者，并于昨日开始隔离两周。加上消息指出，州元首将在完成隔离之后出国一个月，这意味所有党领袖在6个星期之后才能见到州元首敦莫哈末阿里，这使得甲州变天的计划充满了未知数。10月4日，甲州的两名巫统州议员，一名土团党州议员以及一名独立州议员对甲州国盟政府失去了信心，宣布退出甲州国盟政府。5日下午二时，根据《马来前锋报》报导，州元首将在做出对甲州政局的决定，并在下午三点由甲州州议会议长阿都拉勿宣布。下午三时，甲州州议会议长宣布，州元首在听取首席部长的劝告之后，决定解散州议会，并会在60天以内进行州选举。
2021年10月4日，由前马六甲首席部长依德里斯哈伦在内的4名国盟甲州议员宣布撤回对马六甲州首席部长苏莱曼莫哈末阿里的支持，理由是他们对苏莱曼的领导失去了信心。4人随后连同甲州希盟11名议员一起召开记者会，表示将寻求觐见州元首，讨论组织甲州新政府。巫统主席阿末扎希则敦促甲州巫统解散州议会，以举行州选举，还政于民，获得马六甲巫统的回应。
2021年10月5日，马六甲州议会正式解散。州元首莫哈末阿里在宪报上刊登同意苏莱曼解散马六甲州议会的建议。马六甲州政府随着进入看守政府的状态，由苏莱曼担任看守首长，并于60天内备战即将举行的州选举。各政党代表也无法与马六甲州元首莫哈末阿里会面。州元首政治秘书解释，自9月30日以来，莫哈末阿里在与COVID-19呈阳性患者有过密切接触后，一直进行自我隔离。依德里斯·哈伦则表示拒绝巫统举行州选举的提议，引用2020年沙巴州选举后，COVID-19病例急剧增加的事件，并建议应该由希盟领导马六甲州政府。
巫统主席阿末扎希表示马六甲政府应促仿效砂拉越，暗示可颁紧展延马六甲州选举。
2021年10月6日，马华公会英迪拉马哥打区会主席郭大雄指出，在2019冠病疫情尚未真正好转前，中央政府应颁布紧急状态，展延马六甲州选，以免引发冠病感染群。他说，马六甲州元首引用宪赋权力解散州议会，完全符合宪法规格，但首相也可引用宪赋权力，进谏国家元首颁布紧急状态，推迟州选至第15届马来西亚全国大选齐步。
2021年10月7日，两名甲州州议员撤回对拿督斯里苏莱曼支持，以致触发第14届马六甲州议会解散的直落垵州议员拿督诺依芬迪和彭加兰峇株州议员拿督诺依占，已提呈备忘录予暂代国家元首职务的副元首苏丹纳兹林，要求殿下劝谕马六甲元首敦莫哈末阿里撤回解散第14届马六甲州议会的决定。2议员呈副元首备忘录 要求劝谕甲元首勿解散第14届马六甲州议会。
巫统总秘书阿末马斯兰宣布以叛党罪开除两名撤回对苏莱曼莫哈末阿里支持的两名巫统原任州议员的党籍，即依德里斯哈伦和班台昆罗州议员诺阿兹曼。
2021年10月18日，马来西亚选举委员会进行一场特别会议，主要讨论马六甲州最近的政治危机以及应对政策。中午时分，选委会主席阿都干尼沙烈在记者会上宣布，马六甲州第十五届州选举提名日落在11月8日，而提前投票日落在11月16日。正式投票日落在11月20日，竞选期有12天。这次州选是马来西亚半岛地区第一次与全国大选不同步的州选。